# کورگاشوو
کورگاشوو (انگلیسی: Kurgashevo) یک شهرک در شهرستان کیگینسکی استان باشقیرستان کشور روسیه است.